# 프레디의 피자가게 4
《프레디의 피자가게 4》(Five Nights at Freddy's 4, 간단히 FNaF4)는 스콧 코슨이 제작한 게임이다. 프레디의 피자가게 시리즈 중 4번째 게임이다. 원래는 2015년 10월 31일 출시 예정이었으나 8월 8일로 연기되었다가 이후 6월 23일 들어서 스팀에 특별한 고지 없이 출시되었다.
안드로이드 기기용으로는 2015년 7월 25일, iOS 기기용으로는 2015년 8월 3일 출시되었다. 닌텐도 스위치, 플레이스테이션 4, 엑스박스 원 포팅판은 2019년 11월 29일 출시되었다.

## 스토리
게임 플레이어(주인공)는 윌리엄 애프튼의 아들이다. 소심한 성격의 주인공은 폭시 가면을 쓴 형(마이클)에게 괴롭힘을 당하며 살았다. 그 때문에 윌리엄 애프튼의 아들은 매일 밤 악몽을 꾸게 된다. 이 악몽의 내용이 바로 게임 플레이의 내용이기도 하다. 주인공은 프레디, 보니, 치카, 폭시, 그리고 프레드베어의 봉제인형을 친구라고 여겼고, 특히 프레드베어 인형을 가장 소중하게 여긴 것으로 보인다. 이 프레드베어 인형은 주인공이 가는 곳은 어디든 따라다니며 말을 거는 모습을 보여주기도 한다.
그리고 1983년, 주인공의 생일 당일에 장난기가 발동한 주인공의 형은 자신의 친구들과 함께 주인공을 프레드베어와 키스하게 해준다고 강제로 들어 주인공의 머리를 프레드베어의 입 속에 집어 넣는다. 하지만 바로 그때, 프레드베어가 오작동을 일으켜 주인공의 머리를 물어서 전두엽을 손상시키는 대형사고가 발생하고 형과 친구들은 실실 웃다가 그대로 멈춰 멍하니 바라본다. 주인공은 그대로 병원으로 실려가 입원하지만, 6일차를 끝내고 나오는 컷신에서 프레드베어 인형이 엉엉 우는 주인공에게 "망가졌구나, 내가 널 고쳐줄게."하는 대사와 심장 박동이 멈추는 소리를 끝으로 마무리 된 것으로 보아 결국 주인공은 사망한 것으로 추측된다.

## 캐릭터
※ 잭 오 버전 애니매트로닉스들과 나이트메어 맹글, 나이트마리오네, 나이트메어 BB(벌룬보이)는 할로윈 이벤트로 나오기에 기존의 캐릭터는 아니다.
- 나이트메어 프레디 (Nightmare Freddy)
- 나이트메어 보니 (Nightmare Bonnie)
- 나이트메어 치카 (Nightmare Chica)
- 나이트메어 폭시 (Nightmare Foxy)
- 나이트메어 BB (Nightmare BB)
- 나이트메어 (Nightmare)
- 나이트메어 프레드베어 (Nightmare Fredbear)
- 나이트마리오네 (Nightmarionne)
- 나이트메어 맹글 (Nightmare Mangle)
- 플러시트랩 (Plushtrap)
- 잭 오 보니 (Jack-O-Bonnie)
- 잭 오 치카 (Jack-O-Chica)
- 잭 오 랜턴 (Jack-o-lantern)
- 나이트메어 컵케이크 (Nightmare Cupcake)

## 게임플레이
주인공은 방에서 좌우에 있는 문과 앞에는 옷장 뒤에는 침대를 게속확인해야 한다. 이때 애니매트로닉스가 오면 문밖에서 쉬이익 소리가 날때가지 문을 닫으면 된다. 뒤에서는 침대에 나이트메어프래디에 작은인형버전을 보내면 손전등으로 비추면 된다. 옷장에는 나이트메어 폭시 맹글을 보내며 이때는 옷장에 있는 폭시 아니면 맹글을 인형이 될때까지 옷장문을 닫았다 열었다를 하면 된다. 참고로 6일차에는 오직 나이트메어 프래디베어만 나오며 거의 모든 악몽애니매트로닉스에 방법을 따라한다.